# Football Club Kansas City
Maillots
Dernière mise à jour : 19 septembre 2013.
Le Football Club Kansas City, est un club franchisé de soccer féminin professionnel américain basé dans la ville de Kansas City, dans l'état du Kansas.

## Bilan général
| Année | Ligue                          | Saison régulière | Séries éliminatoires |
| ----- | ------------------------------ | ---------------- | -------------------- |
| 2013  | National Women's Soccer League | 2e               | Demi-finale          |
| 2014  | National Women's Soccer League | 2e               | Vainqueur            |
| 2015  | National Women's Soccer League | 3e               | Vainqueur            |
| 2016  | National Women's Soccer League | 6e               | Pas qualifié         |
| 2017  | National Women's Soccer League | 7e               | Pas qualifié         |